# Carl Poellath Münz- und Prägewerk Schrobenhausen

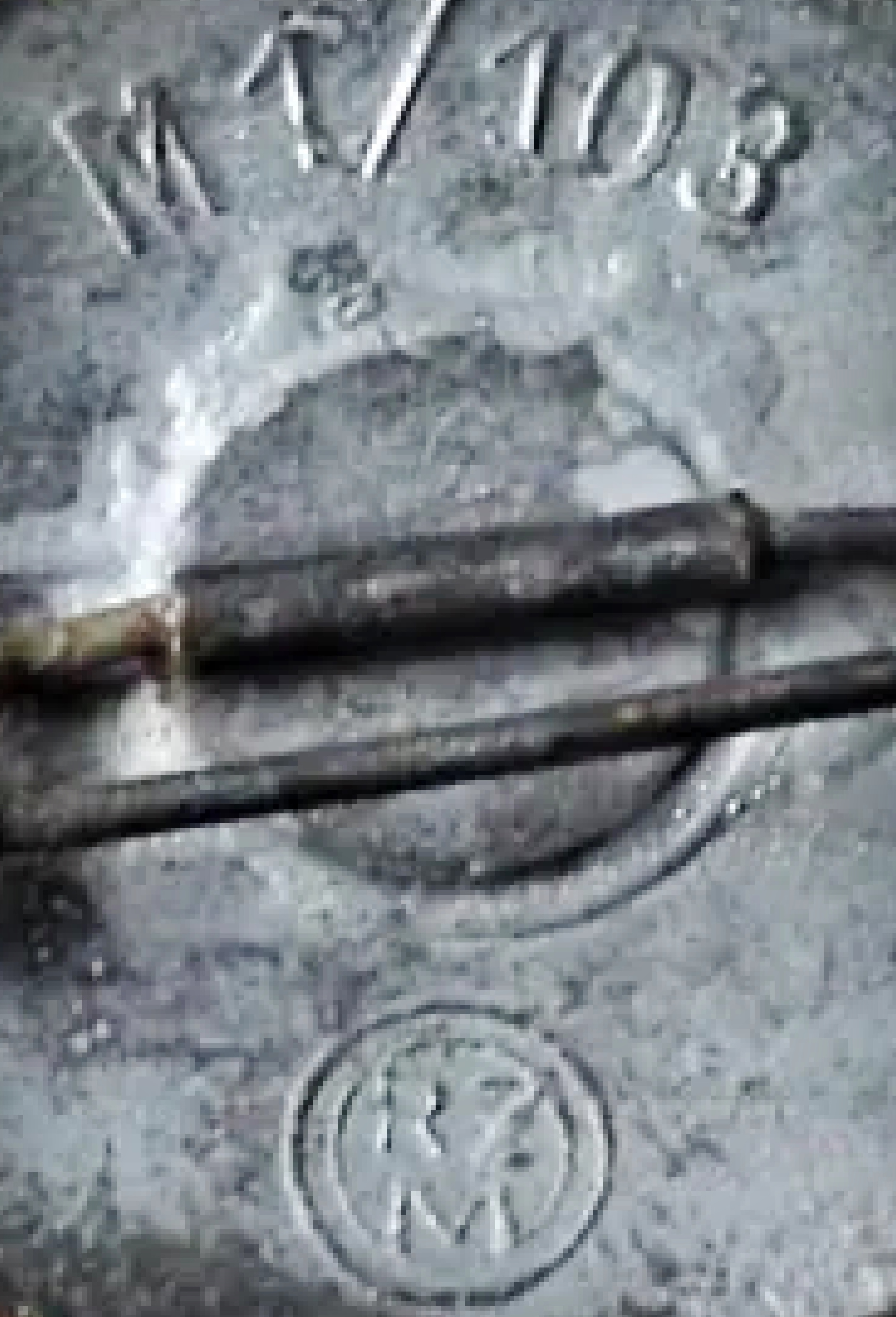
Der codierte Name der Firma Carl Poellath (M1/103) auf einem politischen Abzeichen.

Die Poellath GmbH & Co. KG, früher Carl Poellath Münz- und Prägewerk Schrobenhausen GmbH & Co. KG, ist eine Münz- und Prägeanstalt zur Herstellung von Münzen, Medaillen, Plaketten und Abzeichen. Das im 18. Jahrhundert gegründete Familienunternehmen, früher auch schlicht Carl Poellath oder Kunstgewerbliche Prägeanstalt genannt, ist besonders für die Herstellung von geprägten Uniformeffekten, Emblemen für Fahrzeuge und anderen Abzeichen bekannt.

## Geschichte

Carl Poellath

Nachdem der Magistratsrat Johann Christoph Abraham im Jahr 1778 das Unternehmen gegründet hatte, heiratete seine Witwe Ursula 1798 den aus Landshut stammenden Nadlermeister und Namensgeber des Unternehmens, Carl Poellath (13. Mai 1777–12. September 1834). Der Handwerker konstruierte als erster in Bayern Maschinen, deren Schlagwerkzeuge die Fertigung von Knopf- und Hartfasswaren, wie Schnallen und Schließen aus Messing durch das Prägeverfahren ermöglichten. Seine Leistungen für das Gewerbewesen im Königreich Bayern wurden durch Maximilian I. Joseph von Bayern und seiner Frau Königin Karoline 1825 durch die Übersendung des Bronze-Alabaster-Medaillons als erste und seinerzeit zugleich allerhöchste Auszeichnung gewürdigt.
Nach dem Tode seiner Ehefrau Ursula ehelichte Carl Poellath 1833 Josepha, geb. Geiger, aus Lauingen, starb jedoch kurz darauf. Daraufhin heiratete Josepha 1834 Josef Hitl, der den Betrieb dann für Jahrzehnte leiten sollte.
Im Zuge der Industrialisierung wuchs die Werkstatt 1852 zu einer Fabrik mit bis zu 300 Beschäftigten an. Der nachfolgende Geschäftsführer Josef Hitl jun. (1836–1901) erweiterte die Produktionspalette durch Devotionalien und ergänzte dies mit einem Spezialversandgeschäft für religiöse Artikel.
So finden sich noch Ende des 19. Jahrhunderts Holzstiche aus der Werkstatt Poellaths in dem 1886 von Jan Nepomucen Łukowski herausgegebenen Buch (übersetzt etwa Das frühe Leben von Jesus Christus und Maria):

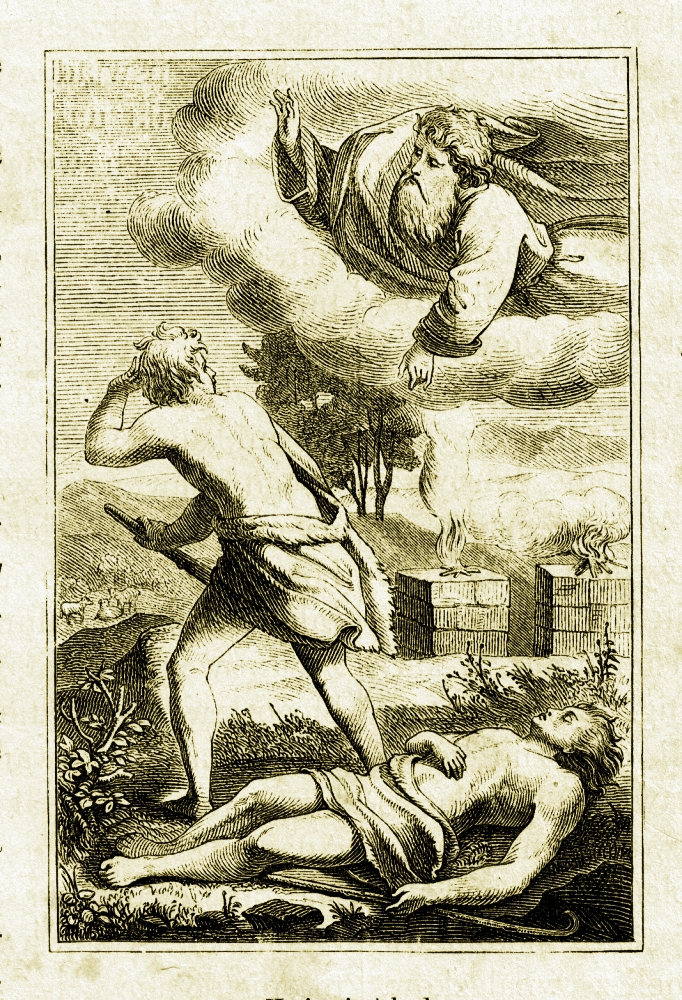
Kain erschlug Abel
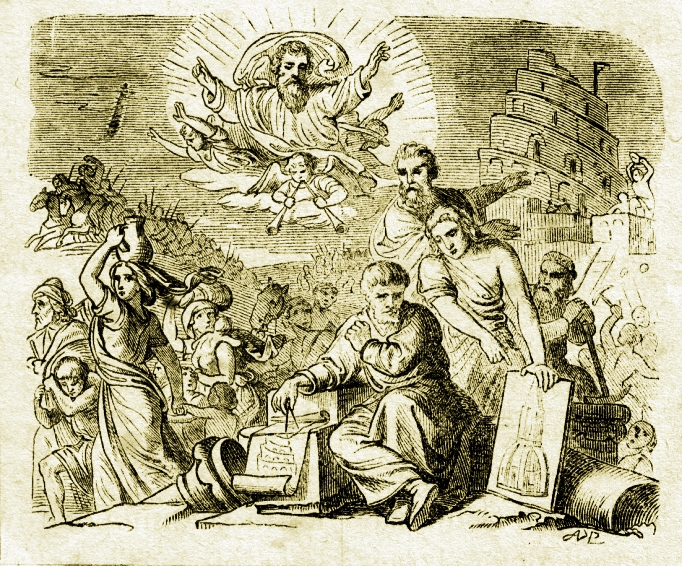
Der Turmbau zu Babel
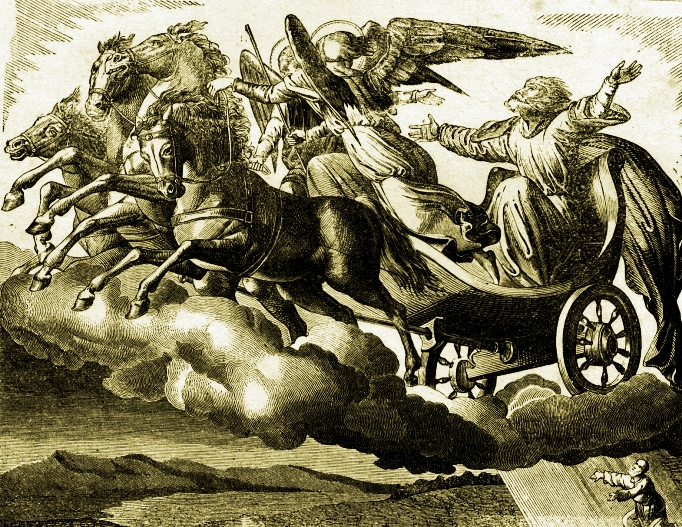
Der Prophet Elija
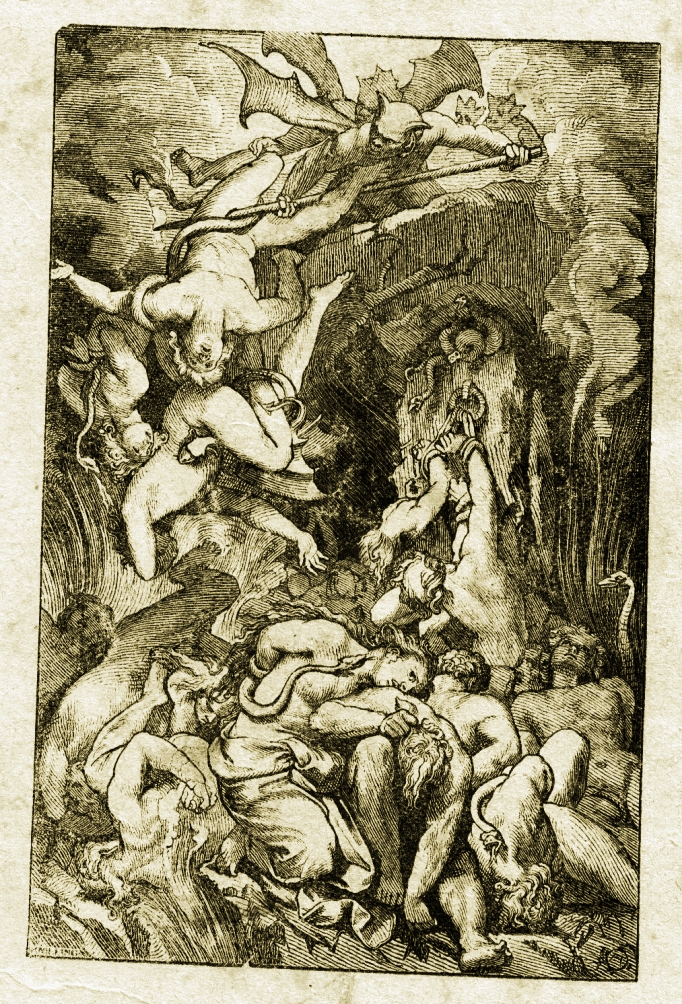
Die Verdammung

Nach der Ausrufung des Deutschen Kaiserreichs nahm die Firma 1873 an der Weltausstellung teil und wurde dort gleich mit mehreren Auszeichnungen geehrt. Wenige Jahre später gründete das Unternehmen 1876 eine Filiale in Schwabmünchen, wo dann mehr als 100 Mitarbeiter mit dem Ketteln von Rosenkränzen beschäftigt wurden.
Für den überregionalen Vertrieb der Produkte erwies sich die Verlegung des Firmensitzes 1884 aus der Altstadt Schrobenhausens an den bis heute eingenommenen Standort in der Bahnhofstraße als förderlich. Zudem wurde in den Jahren von 1895 bis 1902 der Antrieb der Maschinen von den bis dahin unterhaltenen Dampfmaschinen durch die Einführung von elektrischen Maschinen abgelöst. Etwa zeitgleich wurde auch eine eigene Galvanisierung in Betrieb genommen.

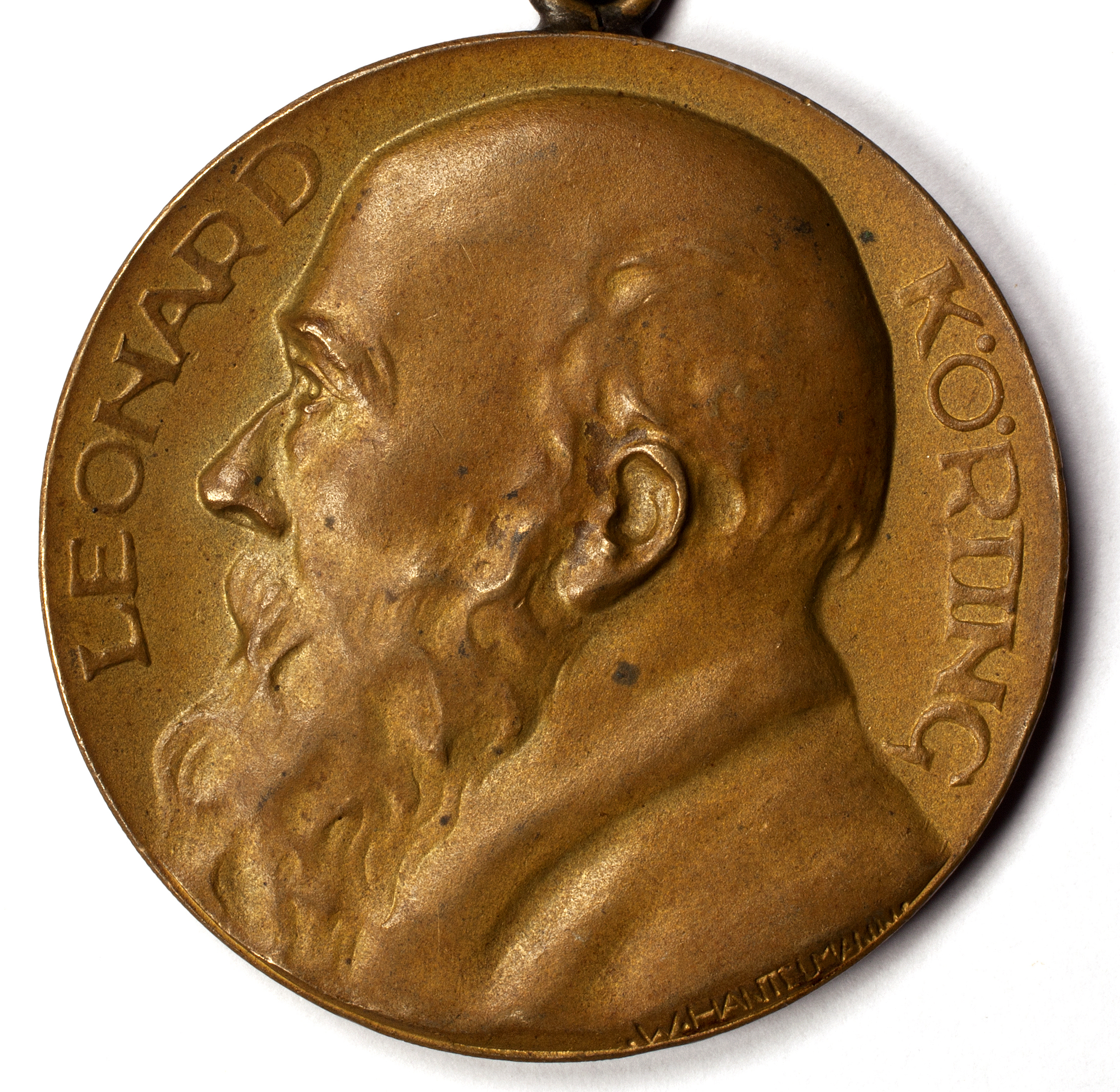
Sogenannte „Personenmedaille“ mit dem Porträt Leonard Körtings von 1925 zum 70-jährigen Maurerjubiläum, nach Entwurf von Werner Hantelmann

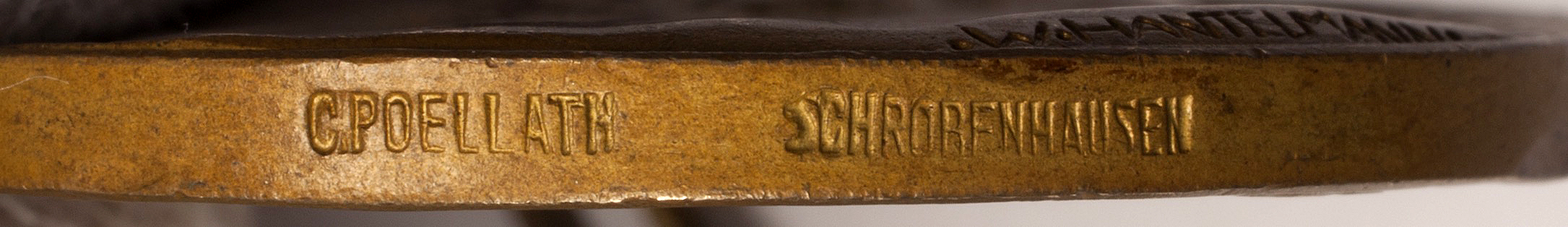
Die „dritte Seite“ derselben Medaille von 1925 mit dem Stempeldruck „C. POELLATH SCHROBENHAUSEN“

Es waren insbesondere die Aktivitäten von Hitls Sohn Georg Hitl, die zu Beginn des 20. Jahrhunderts zur Wiederbelebung der Medaillenkunst für das Unternehmen von Bedeutung wurden: In einen Aufruf an deutsche Künstler bat Hitl 1903 diese, seiner Prägeanstalt Medaillenmodelle zur Verfügung zu stellen. Diesem Ruf folgten 13 Künstler, darunter Friedrich Wilhelm Hörnlein und Georg Wrba. So wurde 1906 das Prägen von Gedenkmünzen sowie von Vereinsabzeichen und Medaillen eingeführt, was, wenngleich im Folgejahr 1907 die Familie Greiner die Eigentumsrechte an der Firma erwarb, dann Künstler wie Rudolf Bosselt, Max Dasio, Heinrich Kautsch, Hugo Kaufmann und viele mehr zu Kunden des Unternehmens machte, die Werke nach ihren Entwürfen in den Carl Poellath-Werkstätten fertigen und vertreiben ließen.
Nachdem die Bayerische Akademie der Wissenschaften 1909 während einer öffentlichen Festsitzung in München die „ungewöhnlich systematische Förderung der Medaillenkunst“ durch Carl Poellath herausstellte, folgten 1910 auf der Weltausstellung in Brüssel wiederum mehrere Auszeichnungen. Im selben Jahr wurde dem Unternehmen der Titel eines Königlich Bayerischen sowie unter Papst Pius X. derjenige eines Päpstlichen Hoflieferanten verliehen.
Nach der Machtergreifung durch die Nationalsozialisten fertigte Carl Poellath die politischen Abzeichen und Plaketten, unter anderem für die Olympischen Sommerspiele 1936 in Berlin wie auch für die Olympischen Winterspiele des Jahres in Garmisch-Partenkirchen. Auch NSDAP-Parteiabzeichen gibt es von der Firma Poellath. Der Firmenname wurde codiert RZM M1/103 (RZM – Reichszeugmeisterei; M1 – Metall; 1 – Orden und Abzeichen; 103 – individuelle Nummer für jeden lizenzierten Hersteller).
Nach der Umwandlung in eine GmbH & Co. KG 1978, durch die die Firma dennoch in Familienbesitz blieb, konnte das Unternehmen nach umfangreichen Modernisierungen um die Jahrtausendwende verstärkt in die – international ausgerichtete – Sparte der Automotive vordringen. So wurde Carl Poellath 2009 beispielsweise Original Equipment Manufacturer (OEM) für die Embleme von Porsche, prägte 2012 für die Bayerische Motoren Werke AG die Sonderedition „90 Jahre BMW“ für die BMW-Motorräder und zählt auch Bugatti zu seinem Kundenkreis. 2013 stammten die offiziellen Meisterschafts-Medaillen der 1. und 2. Fußball-Bundesliga von Carl Poellath. Auch die auf den Uniformen von Fluggesellschaften wie Lufthansa, Condor oder German Wings oder von Vereinsmitgliedern oder Feuerwehrleuten getragene Anstecknadeln, Buttons, Krawattenspangen, Manschettenknöpfe und Gürtelschnallen werden von Carl Poellath produziert.

## Nachgewiesene Medailleure und weitere Werke
- 1906, Alfred Messel: Bronze- und Silber-Plakette zum Gedenken an Messel. Geschaffen vom Bildhauer Georg Wrba.[7]
- um 1908, Friedrich Wilhelm Hörnlein: Jugendstil-Plakette zum 100-jährigen Jubiläum der Firma G. A. Glafey in Nürnberg[8]

## Schriften
- N.N.: Die Firma Karl Poellath in Schrobenhausen. Dem Gedächtnis mehr als hundertjähriger friedlicher Arbeit / gewidmet Georg Hitl (Druck: München: Hamböck), 1917.